# تفجير حافلة حديقة الجرس
تفجير حافلة حديقة الجرس هو تفجير تبنته كتائب شهداء الأقصى وقع في القدس بتاريخ 22 فبراير 2004، استهدف حافلة كانت تمر بالقرب من حديقة الجرس حيث قام مقاتل فلسطيني من (كتائب شهداء الأقصى) بتفجير حزامه الناسف في الحافلة الإسرائيلية التي كانت تمر من هناك في حوالي الساعة 8:30 صباحاً. أدى الهجوم التفجيري إلى مقتل 8 إسرائيليين وجرح 60 اّخرين.

## ردود الفعل الرسمية
- إسرائيل: أدان وزير الخارجية الإسرائيلي «سليفان شالوم» الهجوم وأكد عزم إسرائيل على بناء الجدار العازل.
- السلطة الفلسطينية: قال رئيس وزراء السلطة «أحمد قريع» بعد إدانته للهجوم إن هاذا الهجوم سيعطي إسرائيل ذريعة لبناء الجدار العازل.